# Швець Антон Андрійович
Швець Антон Андрійович (нар. 15 листопада 1986 року, Макіївка, Донецька область) — український блоґер, телеведучий, публіцист та політичний діяч. Один із засновників партії «Демократична Сокира».

## Біографія
Народився 15 листопада 1986 року у Макіївці. Середню освіту здобув у школі № 37, вступив до Донецького національного технічного університету на спеціальність «Системи управління і автоматики». Після університету працював інженером-конструктором на військовому заводі «Топаз», що виробляв радіолокаційну техніку.[ангажоване джерело]
Пізніше працював начальником відділу розвитку в готельно-ресторанній сфері до 2014 року.[неякісне джерело]
З початком війни разом з дружиною та донькою переїхав до Києва, де почав працювати артдиректором сайту «Петро і Мазепа».[ангажоване джерело] Пізніше став головним редактором сайту.

## Політична діяльність
Наприкінці квітня 2018 року став одним із співзасновників політичної партії «Демократична Сокира», яка була офіційно зареєстрована в травні 2019 року.
У серпні 2018 року в своїй статті розкритикував прийняття нового кодексу НКРЕКП[ангажоване джерело], що дозволяло ПрАТ «Газтек» Дмитра Фірташа отримувати великі обсяги газу за низькою ціною.[ангажоване джерело]
У січні 2019 року разом із блогером Юрієм Щукліним розкрив схему розкрадання газу в Запоріжжі на підприємстві Дмитра Фірташа ПАТ «Запоріжгаз». Голова «Запоріжгазу» Юрій Мізік продавав комерційним підприємствам газ, який офіційно записували, як втрачений внаслідок виробничо-технічних витрат[ангажоване джерело]. Ця справа набула великого розголосу в ЗМІ та після розслідування СБУ було відкрито кримінальне провадження проти керівництва «Запоріжгазу».

## Блоґерство
У 2018 році почав співпрацювати із «5 каналом», де вів блоґерську телепередачу «Блогпост» і шоу «Блогпост: Hate Night Show».
У 2018 році посів 21-ше місце у рейтингу блоґерів від телеканалу ICTV.